# Oberpallen
Oberpallen (en luxemburguès: Uewerpallen; en alemany:  Noerdingen) és una vila de la comuna de Beckerich, situada al districte de Diekirch del cantó de Redange. Està a uns 27 km de distància de la ciutat de Luxemburg.

## Geografia
La vila està situada a l'oest de Gutland, sobre la ribera del Pall.

## Història
Anteriorment, la ciutat de Oberpallen va ser un municipi independent. Va ser incorporat a la comuna de Beckerich per una llei comunal de 25 juliol 1846.
Durant la Segona Guerra Mundial, el 10 maig de 1940, el dia de l'inici de la invasió de Luxemburg, Oberpallen fou presa pels alemanys del Regiment d'Infanteria-Grossdeutschland, l'objectiu era creuar el Mosa a Sedan.